# Rhynchorhamphus georgii
Rhynchorhamphus georgii är en fiskart som först beskrevs av Achille Valenciennes, 1847.  Rhynchorhamphus georgii ingår i släktet Rhynchorhamphus och familjen Hemiramphidae. Inga underarter finns listade i Catalogue of Life.